# ナラウアスの帰順とハミルカルの勝利
ナラウアスの帰順とハミルカルの勝利（ナラウアスのきじゅんとハミルカルのしょうり）は、古代カルタゴの内乱である傭兵戦争中の紀元前240年に、現在のチュニジア北部の不明な場所において反乱軍の将軍であったナラウアスがカルタゴ軍に帰順し、続いて起こった戦闘でハミルカル・バルカの率いるカルタゴ軍がナラウアスの騎兵隊とともに反乱軍に勝利を収めた出来事である。
カルタゴは敗北に終わった第一次ポエニ戦争の終結後に傭兵に対する報酬の減額を試み、これに傭兵たちが反発したことで傭兵戦争の名で知られる反乱が起こった。カルタゴの将軍のハミルカルはバグラダス川の戦いで反乱軍を破り、その後、反乱軍に渡っていた町や都市をカルタゴに帰順させる努力を続けた。しかし、依然として敵軍に規模で勝っていた反乱軍の指揮官であるスペンディウスは戦象や騎兵の攻撃を避けやすい高所の荒れた土地に留まり、そこからカルタゴ軍に対する襲撃を繰り返した。その後、カルタゴ軍はある作戦行動中に山間部で前後を封鎖され、身動きの取れない状態に陥った。しかしながら、この時カルタゴ軍の後方を塞いでいたヌミディア人の将軍のナラウアスが2,000騎の騎兵を引き連れてカルタゴ側へ離反するというカルタゴ軍にとって予想外の出来事が起き、これによって退路を確保したハミルカルは帰順してきたナラウアスとともに戦闘で反乱軍を打ち破ることに成功した。
スペンディウスはハミルカルが反乱軍の捕虜を手厚く扱っていたことがナラウアスの離反の動機になっていたと考え、両陣営の友好の可能性をなくし、自軍の分裂を回避するために700人に及ぶカルタゴ人の捕虜を拷問に掛けて殺害した。カルタゴ側も対抗して同様に捕虜を殺害したが、この時点から両陣営とも情け容赦を見せなくなり、その後の戦闘などで異常なまでの残虐性を見せるようになったことから、歴史家のポリュビオスはこの戦争を「執念深い戦争」と呼んだ。反乱はさらに2年にわたって続いたが、紀元前238年に起こったレプティス・パルウァの戦いでカルタゴ軍が反乱軍に勝利し、反乱の最終的な鎮圧に成功した。

## 背景

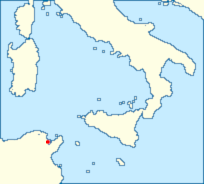
カルタゴの位置を示した地図（地中海中部）

紀元前3世紀に地中海西部の二大勢力であったカルタゴと共和制ローマの間で起こった第一次ポエニ戦争は紀元前264年から紀元前241年までの23年間にわたって続いた。双方の勢力は主に地中海のシチリアとその周辺海域、そして北アフリカで覇権を争った。シチリアでカルタゴとローマの戦争が続いている間、カルタゴの将軍の大ハンノが一連の軍事作戦を指揮し、アフリカにおけるカルタゴの支配地を大きく拡大させた。大ハンノはカルタゴの南西300キロメートルに位置するテウェステ（現在のアルジェリアのテベッサ）まで支配地域を広げ、自らの軍事作戦とローマとの戦争のために新しく征服した土地から厳しく税を取り立てた。あらゆる農業生産物の半分が戦時税として徴収され、すべての町や都市が納めるべき税金は2倍にされた。これらの強制的な税の取り立ては厳しく実行され、多くの地域に極端な窮状をもたらした。
第一次ポエニ戦争はカルタゴとローマの双方が莫大な物的資源と人的資源を喪失した末にカルタゴの敗北に終わった。カルタゴの元老院はシチリアの軍司令官のハミルカル・バルカに全権を委任して講和条約の交渉を命じた。降伏の必要はないと確信していたハミルカルは憤然としてシチリアを去り、交渉を自分の副官のギスコに委ねた。そして両国の間で講和条約が結ばれ、第一次ポエニ戦争は終結した。

### 反乱の勃発
戦争終結時にシチリアに駐留していた20,000人のカルタゴ軍の撤退はギスコの手に委ねられた。ギスコは軍隊を出身地ごとの小さな部隊に分け、これらの部隊を一つずつカルタゴへ送り返した。そして兵士たちが支払われるべき数年分の報酬を速やかに受け取り、すぐに帰路につくものと見込んでいた。しかし、カルタゴ政府は報酬を支払わずに全ての部隊が到着するまで待ち、交渉によってより少ない報酬で解決を図ろうとした。そして帰還した部隊をカルタゴから180キロメートル離れたシッカ・ウェネリア（現在のケフ）へ移動させた。
長期に及んだ軍隊の規律から解放され、するべきことがなくなった兵士たちは仲間内で不満を漏らし、全額に満たない額で支払いを済ませようとするカルタゴ人のあらゆる試みを拒否した。カルタゴ側の交渉人による報酬の引き下げの試みに失望した20,000人に及ぶシチリアからの帰還兵はカルタゴから16キロメートル離れたチュニスに進軍した。パニックに陥ったカルタゴの元老院は満額での支払いに同意した。しかし、反乱を起こした軍の一団はさらなる要求を突きつけてきた。軍隊の間で評判の良かったギスコは紀元前241年の後半にシチリアから呼び戻され、支払うべき報酬の大部分をまかなえるだけの資金を持って相手側の陣営へ派遣された。ギスコは残金については調達でき次第支払うと約束して報酬の支払いを始めたが、この時に軍内の統制が崩れた。一部の兵士たちがカルタゴとの取引は受け入れられないと主張して暴動を起こし、カルタゴに忠実な兵士たちが投石によって殺害された。さらにギスコとその部下たちは捕らえられ、ギスコが持ち運んできた資金は差し押さえられた。
反乱を起こした兵士たちは二人の人物を司令官であると宣言した。一人はローマの逃亡奴隷であり、もし再び捕らえられることがあれば拷問による死に直面することになるスペンディウス、もう一人はカルタゴのアフリカ領内における増税に対する大ハンノの態度に不満を抱いていたベルベル人のマトスである。カルタゴの領土の中核地帯に豊富な軍務経験を持つ反カルタゴ軍が結成されたという情報は瞬く間に広まった。そして多くの都市や町が同様に反乱を起こし、食糧や資金とともに援軍が押し寄せた。歴史家のポリュビオスは最終的に70,000人が反乱軍の兵士として採用されたと述べているが、これらの兵士の多くは実際にはカルタゴの報復攻撃から地元の町を守るために足止めを強いられていたとみられている。結局、傭兵の報酬をめぐる争議は本格的な反乱へ発展することになった。その後3年間続いたこの戦争は傭兵戦争の名で知られ、国家としてのカルタゴの存在を脅かした。

### 軍隊の構成

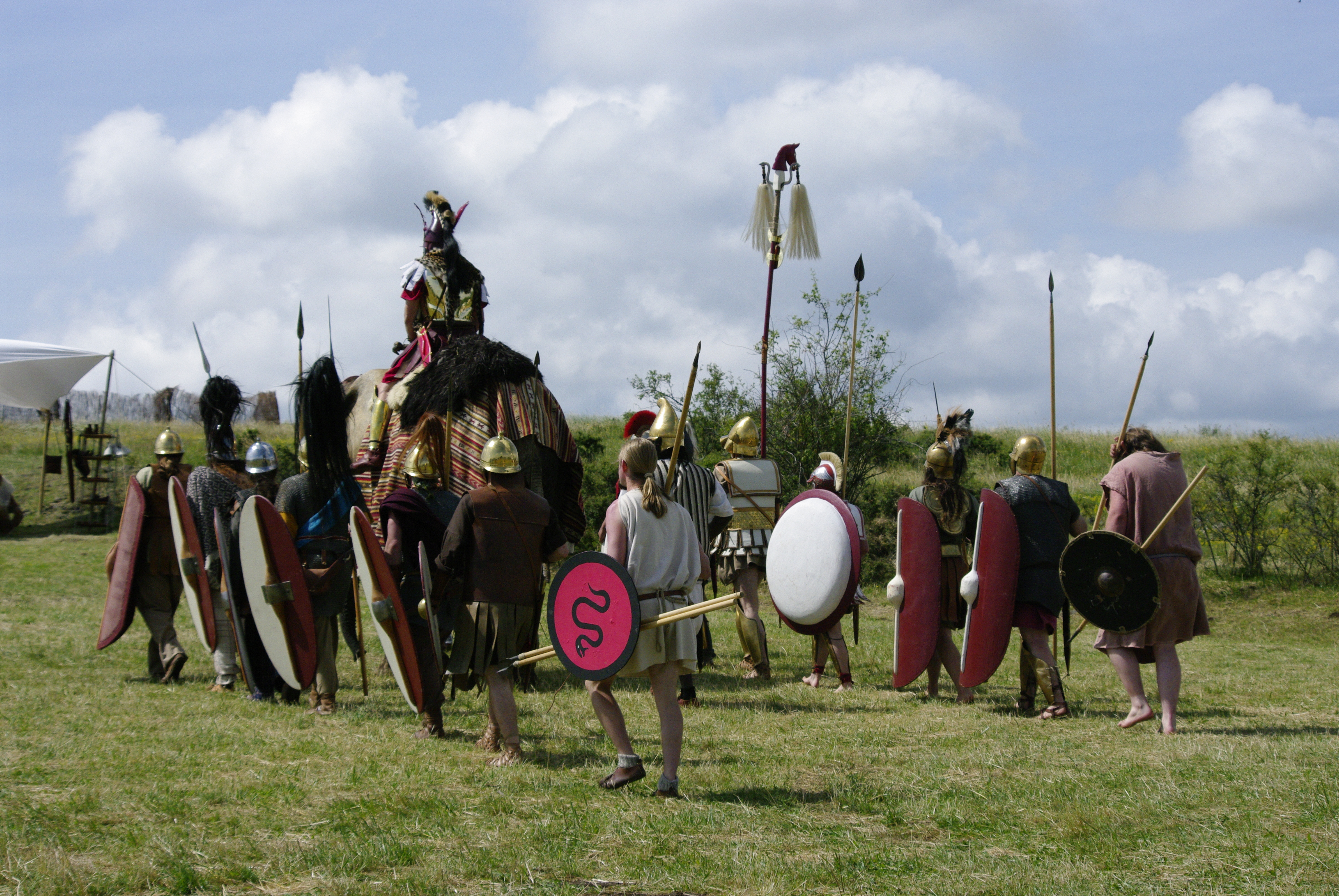
カルタゴ軍の兵士と戦象の再現（2012年）

カルタゴの軍隊はほぼ常に外国人で構成されており、カルタゴ市民はカルタゴに対する直接的な脅威があった場合にのみ軍隊に加わった。ローマ人による史料はこれらの外国人兵士を軽蔑を込めて「傭兵」と呼んでいるが、現代の西洋古典学者のエイドリアン・ゴールズワーシーは、このような見方を「甚だしく単純化し過ぎ」であると述べている。実際にはカルタゴの外国人兵士たちは多様な取り決めの下で軍務に就いていた。たとえば同盟関係にある都市や王国の正規軍が公的な協定の一環としてカルタゴに派遣される場合もあった。また、これらの外国人の大半は北アフリカ出身者であった。
リビア人は大きな盾、兜、短剣、そして長槍を装備した密集隊形の歩兵と槍を装備した突撃騎兵（重装騎兵としても知られる）を供給し、どちらの部隊も規律と耐久力に優れていることで知られていた。ヌミディア人は接近戦を回避し、遠距離から槍を投げる軽装騎兵と、投槍を装備した軽装歩兵からなる散兵を供給した。ヒスパニアとガリアからは経験豊富な歩兵が供給されていた。これらの歩兵部隊は鎧を装着していなかったが、猛烈な突撃を見せる一方で戦闘が長引くと離脱するという評判があった。バレアレス諸島からは投石を専門とする兵士が採用された。リビア人の歩兵とカルタゴの市民兵はファランクスとして知られる密集陣形で戦っていた。また、必要な兵力を埋め合わせるためにシチリアとイタリア出身の兵士も戦時中に合流していた。当時の北アフリカにはアフリカ原産のマルミミゾウが生息しており、カルタゴ人はこれらの象を頻繁に戦象として活用していた。双方の軍隊は似たような規模と構成を有していたと考えられているものの、騎兵の質と規模の点では反乱軍側が劣っており、戦象についても反乱軍は保有していなかった。

## 戦いの序章

傭兵戦争における反乱軍（赤）、ハミルカルの軍（黒）、および大ハンノの軍（紫）のそれぞれの行動の推移を示した図。6番の線が本稿の戦いを経て7番の鋸山の戦いに至るおおよその軍事行動の推移を示している。

反乱軍を率いていたマトスはまだカルタゴ軍が到来していなかったカルタゴの2つの主要都市であるウティカとヒッポ（現在のビゼルト）を封鎖するために反乱軍の2つの集団を北上させた。一方で大ハンノはカルタゴのアフリカ軍の司令官として8,000人から10,000人に及ぶ兵士と100頭の戦象を率いて戦場に赴いた。大ハンノの部隊に属していたほとんどのアフリカ人はカルタゴに対する忠誠を維持しており、これらのアフリカ人兵士は対立している同胞のアフリカ人の行動にも慣れていた。また、アフリカ人以外で構成されていた部隊もアフリカ人兵士と同様に忠誠を保っており、人数は不明なもののカルタゴ市民の兵士も大ハンノの部隊に編入されていた。
紀元前240年の初頭に大ハンノはウティカの戦いでウティカを包囲していた反乱軍の排除を試みたものの失敗に終わった。同じ年の残りの期間、大ハンノは反乱軍との小競り合いに終始し、再三にわたって会戦に持ち込む機会や敵を不利な状況に追い込む機会を逃した。軍事史家のナイジェル・バグナルは、大ハンノの「野戦軍の指揮官としての能力不足」について指摘している。紀元前240年のある時期にカルタゴはおよそ10,000人の新たな軍隊を編成した。この軍隊には反乱軍の脱走兵、新しく雇われた傭兵、市民兵、2,000人の騎兵、そして70頭の戦象が含まれていた。また、軍隊は以前にシチリアにおいてカルタゴ軍を率いていたハミルカル・バルカの指揮下に置かれた。ハミルカルはこの新しい軍隊を率いてカルタゴを出発し、スペンディウスが率いる25,000人の反乱軍とバグラダス川の戦いで衝突した。この戦闘でカルタゴ軍は反乱軍に完勝を収め、反乱軍は8,000人に及ぶ人的被害を被った。
ハミルカルは大ハンノとともに共同でカルタゴ軍の軍司令官に任命されたものの、両者の間に協力関係はなかった。大ハンノは北のヒッポの近郊でマトスに対する作戦を練っていたが、一方でハミルカルは反乱軍の手に渡っていたいくつかの町や都市と対峙し、さまざまな外交努力と実力行使を組み合わせることでこれらの都市のカルタゴに対する忠誠を取り戻した。しかしながら、ハミルカルは経験豊富なガリア人の指揮官であるアウタリトゥスの助力を得ていた自軍より大規模なスペンディウス配下の反乱軍に追われていた。そのスペンディウスはハミルカルの騎兵隊や戦象と正面から戦うことはできないと考え、騎兵隊と戦象をほぼ無力化することができる地盤の緩い高所に留まり、そこからカルタゴ軍の偵察部隊や食糧を探す部隊を襲撃した。この消耗戦は反乱軍側の優勢で進み、数の上では勝っていたこともあり、反乱軍はカルタゴ軍より多く被っていた損害にも耐えることができた。この時スペンディウスはカルタゴ軍と同様に援軍を待ち、ハミルカルの軍と交戦するにあたって有利な環境が整うまで状況の好転を待ち構えていたとみられている。一方でハミルカルがスペンディウスの仕掛けた消耗戦に対抗するためにどのような対策を取ったのか、また、バグラダス川で反乱軍に勝利した後にどのようなルートで移動したのかについてはわかっていない。この時点におけるハミルカルの軍隊は10,000人から15,000人の兵士と戦象で構成されていた。一方のスペンディウスの軍隊は合計で20,000人から25,000人の規模を持ち、半数あるいはそれ以上がリビア人の新兵、8,000人が主にガリア人からなるアウタリトゥス配下のシチリアから渡ってきた熟練兵、そして2,000人のヌミディア人騎兵によって構成されていた。

## 戦闘
ハミルカルはこの軍事作戦のどこかの時点で東へ長い距離を移動したが、具体的な距離についてはわかっていない。そして作戦行動中のある時にハミルカルとカルタゴ軍は山の谷間に閉じ込められた。現代の歴史家が推測している谷の場所については、チュニスの近郊、現在のグロンバリアの近郊または古代のネフェリスの近郊、バグラダス川下流の東側またはメラネ川付近、ウティカとヒッパクラの間、そして現在のスーク・アル＝ジャマーの近郊など、地域内の広い範囲に及んでいる。ハミルカルが窮地に陥った原因について、歴史家のデクスター・ホヨスはスペンディウスの策略の成功やハミルカルが孤立した反乱軍の一部を攻撃しようとして失敗したといった可能性を挙げているものの、史料上その原因は明らかではない。スペンディウスはリビア人の部隊とともに谷の出口を封鎖し、反乱軍の本隊は敵の陣地を脅かした。一方でヌミディア人の騎兵隊はカルタゴ軍の後方に陣取った。この時のカルタゴ軍の陣地の正確な配置については知られていない。現代でもさまざまな可能性とともに多くの推測がなされているものの、一致した見解は得られていない。カルタゴ軍の陣地は要塞化され、水場も確保されていたが、食料と動物の飼料は限られていた。ハミルカルが餓死を避けようとするならば、自軍の後方に大規模な部隊を配置している準備の整った敵軍に対し陣地を離れて脱出のための戦いを挑まなければならなかった。ポリュビオスはこのようなカルタゴ軍の状況について、「大きなジレンマ」を抱えていたと述べている。
スペンディウスはカルタゴ軍が谷に入って行った時の道が通っていたカルタゴ軍の後方の峠を塞ぐために2,000騎に及ぶヌミディア人の騎兵隊を配置したが、この騎兵隊はナラウアスという名の若いヌミディア人の貴族によって率いられていた。第一次ポエニ戦争中の紀元前256年から紀元前255年にかけてローマ軍が北アフリカで軍事作戦を展開した際に多くのヌミディア人がローマ軍に加わった。しかし、ローマ軍が撃退されたのちにこれらのヌミディア人はカルタゴから残忍な弾圧を受けた。このような歴史を大まかに知っていた反乱軍の指揮官たちはヌミディア人が確実に反カルタゴの立場にあると考え信用していた。しかしながら、ナラウアスの一族はカルタゴ人の一族とのつながりがあり、ナラウアス自身もハミルカルの軍事的才能に感銘を受けていた。このような事情からナラウアスはカルタゴ側への鞍替えを決意し、少数の護衛を伴いながら気づかれないようにカルタゴ軍の陣地に近づいた。そして交渉を求める合図を送ると武器を持たずに単独で陣地に乗り込んだ。その後、ナラウアスはハミルカルから信用を得ることに成功し、支援と引き換えにハミルカルの娘との結婚も約束された。ナラウアスは部隊の指揮に戻り、自軍をカルタゴ側に引き渡した。

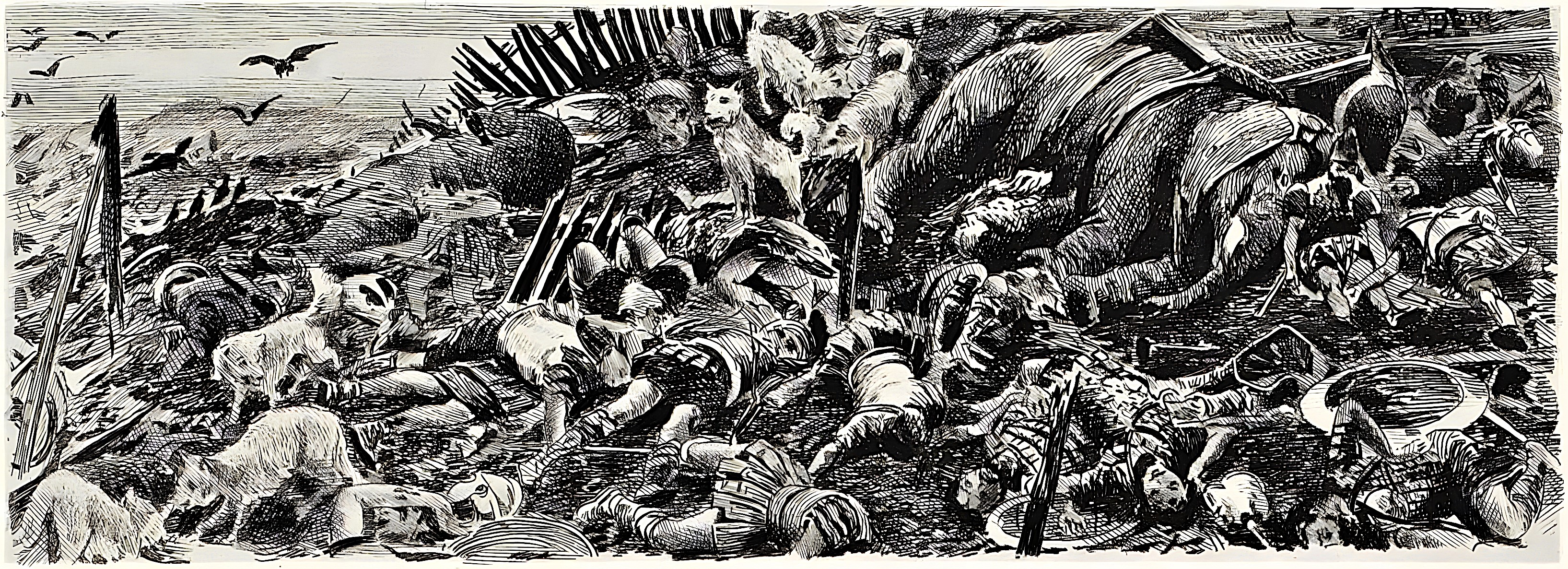
ジョルジュ・ロシュグロスとウジェーヌ＝アンドレ・シャンポリオンによって制作されたハミルカルの勝利後の戦場の様子が描かれている版画（小説『サランボー』の挿絵、1900年）

この予想外の展開によってカルタゴ軍の士気は高まり、退路も確保されたため、ハミルカルは自軍を陣地から撤収させて戦闘態勢を整えた。スペンディウスはナラウアスが離反する前から敷いていた警戒体制も虚しく残る2つの反乱軍の部隊を合流させ、谷へ下っていった。デクスター・ホヨスは、反乱軍が2つの部隊を分けたまま同時に攻撃を加え、カルタゴ軍に2方面からの戦闘を強いた方が良かったであろうと述べている。その一方でホヨスはこのような戦術を取らなかった理由について、経験の浅いリビア人の部隊に独立した作戦行動を取らせることに対してスペンディウスが信用を置けなかったためだと述べている。戦闘の詳細についてはほとんど記録に残っていないものの、戦闘は激戦の末にカルタゴ軍の戦象とヌミディア人の騎兵隊の存在が決め手となってカルタゴ軍の勝利に終わった。反乱軍は重度の損害を被ったものの、生き残った兵士たちは戦場から整然と撤退した。ポリュビオスは反乱軍の人的損失を戦死者10,000人、捕虜4,000人と伝えている。ホヨスはこの数字について誇張されている可能性があるとしながらもあり得ない数字ではないと述べている。スペンディウスとアウタリトゥスは戦場から逃れ、ヒッポに向かった。一方のカルタゴ軍の損害については不明である。
ハミルカルはカルタゴを発って以来捕虜とした反乱者たちを厚遇し、自軍に加わるか自由に故郷へ帰還するかの選択を認めていた。そして上述の戦いで捕虜となった4,000人に対しても同じ提案をしていた。スペンディウスはこのような寛大な処置がナラウアスの離反の裏にあった動機になっていたと考え、自軍が分裂することを恐れた。さらにこの寛大な処置が反乱軍の指導者にまで適用されることはないであろうと理解していた。その結果、アウタリトゥスを始めとする高位の部下に促されたこともあり、両陣営の間の友好につながるあらゆる可能性を排除するためにギスコを含む700人のカルタゴ人の捕虜を拷問に掛けて殺害した。この時捕虜たちは手を切断され、去勢され、足を折られ、さらに穴に投げ込まれて生き埋めにされた。これに対しカルタゴ側も同様に捕虜を殺害した。この時点から両陣営とも情け容赦を見せなくなり、その後の戦闘などにおける異常とも言える程の残虐性から、ポリュビオスはこの戦争を「執念深い戦争」と呼んだ。カルタゴ軍はさらなる捕虜を得ると戦象に踏みつけさせて殺害した。

## 戦闘後の経過

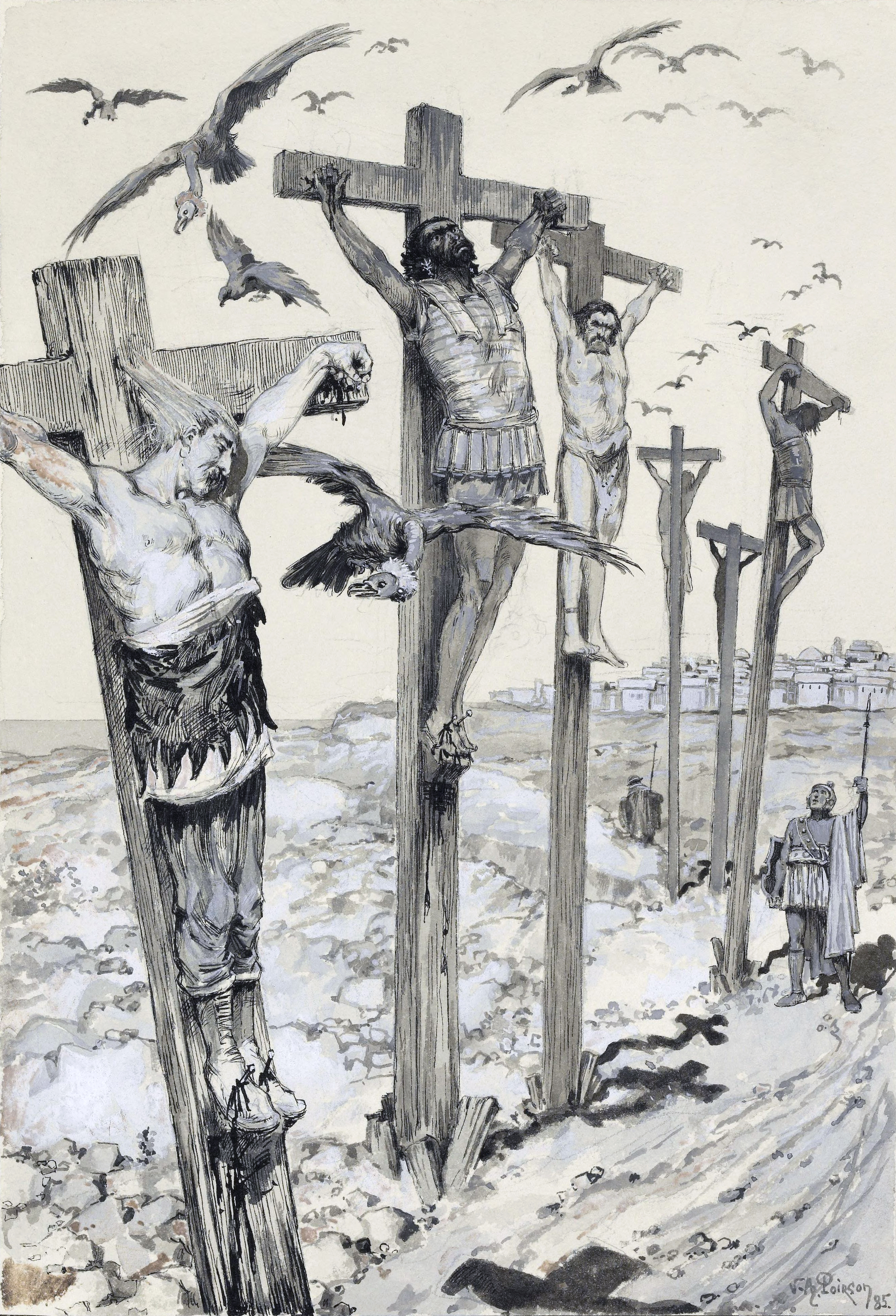
チュニスの前で磔にされた反乱軍の指導者の姿が描かれているギュスターヴ・フロベールの小説『サランボー』の挿絵（ヴィクトル・アルマン・ポワソン画、1890年）

紀元前239年の3月から9月の間のある時にそれまでカルタゴに忠実であったウティカとヒッポの住民がカルタゴの守備隊を殺害して反乱軍に加わった。それまでこの地域で活動していたマトスと反乱軍は南下し、チュニスを拠点としてそこからカルタゴを封鎖した。マトスがカルタゴに対する封鎖を続けている間、スペンディウスはハミルカルと戦う40,000人の兵士を率いていた。史料からは過程の詳細は明らかではないものの、一定期間の軍事行動を経たのちに反乱軍はある山道か「鋸山」（のこぎりやま）と呼ばれる山岳地帯でカルタゴ軍によって釘付けにされた。山中に閉じ込められ、食糧も尽きた反乱軍は、マトスがチュニスから出撃して救助してくれることを願いながら馬や捕虜、さらには奴隷たちまで食べざるを得なくなるという事態に陥った。結局、包囲された反乱軍はこのような状況に至った責任を指導者たちに押し付け、ハミルカルと和平交渉を行なうように強要した。スペンディウスとアウタリトゥスを含む反乱軍の指導者たちはハミルカルの下に赴いたが、ハミルカルは適当な理由をつけてこれらの指導者たちを拘束した。その後、カルタゴ軍は指導者が不在で飢えに苦しんでいる反乱軍を戦象を先頭に全軍で攻撃し、鋸山の戦いで一人残らず虐殺した。
ハミルカルは紀元前238年の後半にチュニスに進軍し、都市を包囲した。そして軍の半分を率いて都市の南側に陣地を築き、副官のハンニバルに率いられていた残りの部隊は都市の北側に陣地を構えた。鋸山の戦いの前に捕虜となった反乱軍の指導者たちは都市から完全に目にすることができる場所で磔にされた。しかし、マトスがカルタゴ軍の不意を突く大規模な夜襲を命じ、その結果としてカルタゴ軍は多数の死傷者を出した。この時、ハンニバルと軍の下を訪れていた30人の著名な人々からなるカルタゴの代表団が捕らえられた。これらのカルタゴ人の捕虜は拷問を受け、以前スペンディウスとその同僚が磔られていた十字架に磔にされた。結局、ハミルカルは都市の包囲を放棄し、北へ撤退した。
その後、マトスは反乱軍を率いてチュニスから南へ160キロメートルに位置する裕福な港町であるレプティス・パルウァ（現在のモナスティールのすぐ南に位置する）に向かった。大ハンノとハミルカルは反乱軍を追って進軍し、続いて起こったレプティス・パルウァの戦いで自軍にほとんど損害を出すことなく反乱の最終的な鎮圧に成功した。捕虜はそれまでのような残虐な扱いを受けずに奴隷として売られたが、マトスだけはカルタゴの市中を引き回され、市民による拷問を受けて殺害された。
この時点でまだカルタゴに降伏していなかったほとんどの町や都市はすぐに服従の意思を示したが、ウティカとヒッポの住民はカルタゴ人の殺害に対する報復を恐れていた。住民たちは抵抗を試みたものの、ポリュビオスによれば、結局はこれらの人々も（恐らく紀元前238年の末かその翌年の非常に早い時期に）「速やかに」降伏した。降伏した町や都市は寛大に扱われたが、カルタゴ人の総督の任命を受け入れざるを得なかった。